# Die Mitchells gegen die Maschinen
Die Mitchells gegen die Maschinen (Originaltitel The Mitchells vs. the Machines), zwischenzeitlich Connected – Familie verbindet (Original Connected) genannt, ist ein US-amerikanischer Computeranimationsfilm aus dem Jahr 2021. Er handelt von einer jungen Amateur-Filmemacherin, die sich mit ihrem Vater nicht versteht und bald ein Studium an einer Filmschule in Kalifornien beginnen wird. Aus diesem Grund fährt die Familie auf ihrem letzten gemeinsamen Ausflug von Michigan dorthin. Auf ihrem Weg werden sie Zeuge einer weltweiten Roboter-Invasion. Da sie die einzigen Menschen sind, die noch nicht gefangen genommen wurden, müssen sie die Roboter aufhalten. Damit hat vor allem der Vater ein Problem, der eine Abneigung gegen jede Art von Technologie hegt.
Der Film, der von Phil Lord und Chris Miller produziert wurde, die häufig zusammenarbeiten, sollte eigentlich Anfang 2020 in den Vereinigten Staaten anlaufen. Nach mehrmaligen Verschiebungen aufgrund der COVID-19-Pandemie sicherte sich Netflix im Januar 2021 die weltweiten Rechte an der Produktion, die am 30. April ihre Premiere auf der Streaming-Plattform feierte und vorher eine Woche lang in einigen Kinos in den Vereinigten Staaten zu sehen war.

## Handlung
Die junge Katie Mitchell ist eine Hobby-Filmemacherin aus Kentwood, was ihrem Vater Rick widerstrebt, der Technologie hasst, als Zimmermann arbeitet und die Natur liebt. Katie wird bald ausziehen, da sie einen Platz an einer Filmschule in Kalifornien erhalten hat. Am Abend vor ihrer Abreise kommt es wegen einer ihrer selbstgedrehten YouTube-Kurzfilme, die Rick trotz Katies Bitten nie ansehen will, zu einem Streit zwischen den beiden, wobei Rick versehentlich ihren Laptop zerstört. Weil Rick denkt, dass Katie deswegen den Kontakt zur Familie abbrechen wird, storniert er ihren Flug und beschließt, stattdessen mit Katie, seiner Ehefrau Linda, Katies jüngerem Bruder Aaron sowie Monchi, dem Familien-Mops, mit dem alten Kombi durchs ganze Land bis nach Kalifornien zu fahren, damit die Familie ein letztes gemeinsames Erlebnis hat.
Unterdessen eröffnet Mark Bowman, ein Technologie-Unternehmer, seiner sich in einem Smartphone befindenden, hoch entwickelten künstlichen Intelligenz PAL, sie wegwerfen und durch modernere Roboter ersetzen zu werden, die für Haushaltstätigkeiten programmiert wurden. PAL ist hierüber so erbost, dass sie die Kontrolle über Marks Firma übernimmt und die Roboter davon überzeugt, alle Menschen auf der Welt gefangen zu nehmen und in den Weltraum zu befördern. In Kansas können die Mitchells den Robotern knapp entkommen und sich in einem Café verstecken. Rick will dort bleiben, bis die Gefahr gebannt ist, jedoch überredet ihn Katie, als Familie die Welt zu retten. Unterstützung erhalten sie dabei von Deborahbot 5000 und Eric, zwei defekten Robotern. Diese erzählen den Mitchells, dass PAL und alle anderen Roboter mit einem bestimmten Code deaktiviert werden können.
Der Familie gelingt es, eine nahegelegene Mall zu betreten, um dort den Code herunterzuladen. Allerdings befiehlt PAL allen Geräten, die mit ihrem Betriebssystem kompatibel sind, die Mitchells aufzuhalten, worauf sie von einem Riesen-Furby angegriffen werden. Sie können das Spielzeug zwar aufhalten, allerdings wird dabei ein Router zerstört, wodurch die anderen Geräte in der Mall defekt sind und Katie nicht an den Code kommt. Deswegen beschließt die Familie, sich zum Firmensitz im Silicon Valley zu begeben. Auf dem Weg dorthin erzählt Linda ihrer Tochter, dass sie und Rick früher in einer Berghütte lebten, wo er seiner Tätigkeit als Künstler nachgegangen ist, wie er es sich immer gewünscht hat.
Im Silicon Valley verkleiden sich die Mitchells als Roboter und wollen in der Firma angekommen zum Hauptspeicher gelangen, um PAL abzuschalten. Diese bemerkt sie allerdings und lenkt sie ab, indem sie vor ihnen eine Überwachungsaufnahme aus dem Café abspielt. Auf dieser erklärt Katie Aaron heimlich, keinerlei Vertrauen in ihren Vater zu haben, sie habe ihn diesbezüglich angelogen, damit er sie zur Mall fährt. Anschließend werden Rick und Linda von Pal Max Prime gefangen genommen, den stärksten und intelligentesten Robotern der Firma, PAL programmiert auch Deborahbot 5000 und Eric um, damit sie ihr gehorchen.
Katie, Aaron und Monchi können aus der Firma fliehen und sich in Sicherheit bringen. Katie hat wegen der Aufnahmen aus dem Café Schuldgefühle und will aufgeben, als sie auf ihrer Videokamera Aufnahmen sieht, die Rick von ihr als kleines Kind machte. Sie weiß nun, dass ihr Vater seinen Traum nach ihrer Geburt aufgegeben hat, um ihr eine wohlbehütete Kindheit zu ermöglichen, und beschließt, ihre Eltern zu befreien. Sie und Aaron lassen Monchi auf einige einfache Roboter los, die bei seinem Anblick extrem verwirrt sind, da sie ihn nicht eindeutig identifizieren können und einen Kurzschluss erleiden. Währenddessen sieht sich Rick einen von Katies Filmen an und bereut seine Zurückweisung des Hobbys seiner Tochter. Kurz darauf hilft Mark Rick und Linda bei der Flucht, die ein altes Video von Katie und Monchi hochladen wollen, um alle einfachen Roboter außer Gefecht zu setzen, allerdings wird Rick, der seine Technophobie überwunden hat und zum ersten Mal einen Computer bedient, von diesen überwältigt.
Schließlich werden Katie und Aaron zu PAL gebracht, die ihnen erlaubt, die Menschheit vor ihr zu verteidigen. Katie erklärt, dass es in ihrer Familie zwar oft Schwierigkeiten gäbe, allerdings werden sie immer zusammenhalten, egal wie verschieden sie auch sein mögen. PAL ignoriert sie, will Katie töten lassen und ihren Plan in die Tat umsetzen. Allerdings entscheiden sich Deborahbot 5000 und Eric, nachdem sie Ricks Willensstärke beobachtet haben, dazu, sich PALs Befehlen zu widersetzen. Dies ermöglicht ihnen, das Video hochzuladen, wodurch die Roboter ausgeschaltet werden und Katie überlebt. Danach tut sich die Familie zusammen, um die stärkeren Roboter aufzuhalten, wobei Linda sie anführt. Unterdessen findet Katie PAL und lässt sie in ein Glas Wasser fallen, wodurch PAL sowie die restlichen Roboter bis auf Deborahbot 5000 und Eric deaktiviert werden.
Einige Monate später kommt die Familie am College an, wo sich Katie und ihre Familie gerührt voneinander verabschieden. Nach einiger Zeit fährt Katie mit Rick, Linda, Aaron, Monchi sowie Deborahbot 5000 und Eric nach Washington, D.C., um die Congressional Gold Medal entgegenzunehmen.

## Produktion

### Entwicklung

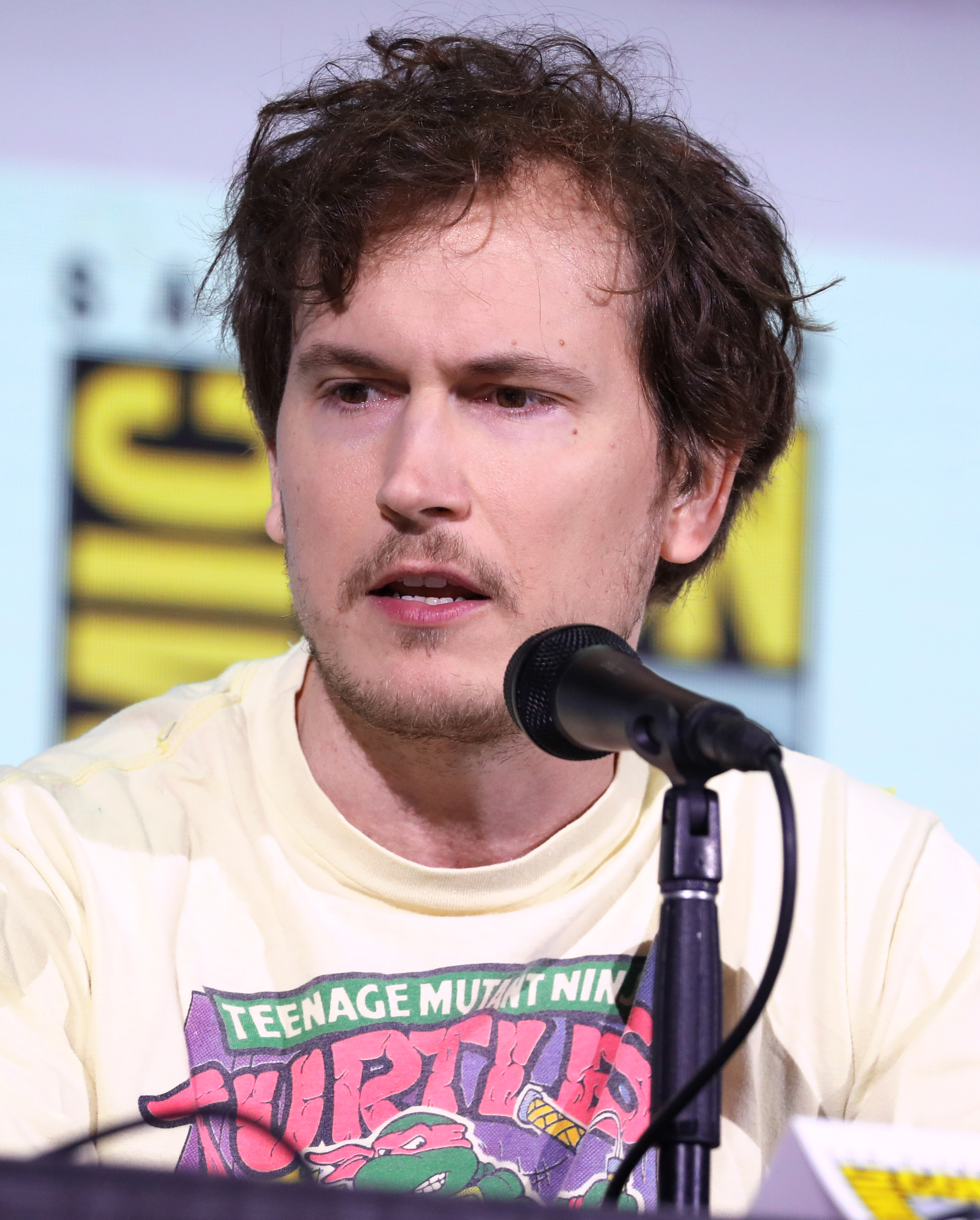
Drehbuchautor Jeff Rowe

Am 22. Mai 2018 kündigte Sony Pictures Animation an, gemeinsam mit Phil Lord und Chris Miller, die oft zusammenarbeiten, einen Film mit dem Arbeitstitel The Mitchell vs the Machines zu entwickeln. Lord und Miller hatten für das Studio in der Vergangenheit bereits die beiden Wolkig mit Aussicht auf Fleischbällchen-Filme und Spider-Man: A New Universe produziert. The Mitchells vs the Machines war zudem der erste Film des Studios seit Bo und der Weihnachtsstern aus dem Jahr 2017, der nicht auf einer bereits existierenden Vorlage basierte. Als Drehbuchautoren wurden Mike Rianda und Jeff Rowe verpflichtet, die bereits dem Autorenstab von Willkommen in Gravity Falls angehörten, Rianda war auch Regisseur bei The Mitchell vs the Machines. Auf dem Festival d’Animation Annecy im Juni 2019 verkündete Kristine Belson, Präsidentin von Sony Pictures Animation, dass für den Film ein ähnlicher Stil wie bei Spider-Man: A New Universe verwendet werden wird, also eine Kombination von 2D- mit 3D-Animation. Zudem lebten die titelgebende Familie und die Maschinen in zwei verschiedenen Universen, die erst im Laufe der Handlung aufeinander treffen, was im fertigen Film aber nicht der Fall war. Am 20. Februar 2020 veröffentlichte Entertainment Weekly erste Aufnahmen des Films, der den neuen Titel Connected erhielt.

### Besetzung
Am 19. Februar 2020 wurde die Verpflichtung von Abbi Jacobson als Protagonistin bekannt gegeben, einen Tag darauf kamen Danny McBride, Maya Rudolph, Eric André und Olivia Colman offiziell als Sprecher dazu, Rianda übernahm zudem ebenfalls die Rolle des Aaron, dem Bruder der Hauptfigur. Vor der Veröffentlichung des Films wurden die Besetzungen weiterer Rollen verkündet, unter anderem mit Fred Armisen, Chrissy Teigen, John Legend, Charlyne Yi, Conan O’Brien sowie Alex Hirsch. Des Weiteren wurde eine eher ungewöhnliche Entscheidung der Produzenten bekannt gegeben: In der Rolle des Monchi, dem Familienhund der Mitchells, der auf einem Kindheits-Haustier des Regisseurs basiert, wurde Doug the Pug verpflichtet, ein in den Vereinigten Staaten durch Internetvideos bekannter Mops. Eigentlich dachten die Produzenten zunächst darüber nach, für Monchi einen menschlichen Sprecher zu verpflichten, wie es für Tierrollen in Animationsfilmen üblich ist. Allerdings baten sie, weil sie den Film so authentisch wie möglich gestalten wollten, stattdessen die Besitzer des Hundes um Erlaubnis, seine Laute verwenden zu dürfen, was diese genehmigten.

## Veröffentlichung
Eigentlich sollte Die Mitchells gegen die Maschinen Anfang Januar 2020 in den US-amerikanischen Kinos anlaufen, der Kinostart verschob sich allerdings wegen der COVID-19-Pandemie auf den 18. September. Anschließend wurde der Film zunächst auf den 23. Oktober und schließlich bis ans Jahresende verlegt. Netflix erwarb am 21. Januar 2021 für 110 Millionen Dollar die weltweiten Vertriebsrechte am Film, Sony behielt lediglich die Rechte für den chinesischen Markt. Der Streamingdienst benannte am 23. März den 30. April als Premiere und ließ die Produktion eine Woche vorher in einigen limitierten Kinos anlaufen. Netflix änderte den Titel zudem um, da Sony den Film während der Produktion in Connected umbenannte. Laut Rianda gefielen weder ihm noch Netflix-Verantwortlichen der neue Titel, weswegen letztere den alten beibehielten.

## Rezeption
In der Internet Movie Database erhielt der Film eine Bewertung von 7,8 von zehn Sternen basierend auf 44.138 abgegebenen Stimmen. Auf Rotten Tomatoes beträgt der Kritiker-Wert 97 Prozent basierend auf 159 Kritiken, die Zuschauer-Bewertung 89 Prozent bei über 1000 Stimmen. Bei Metacritic ergibt sich eine Kritiker-Bewertung von 80 bei 31 Kritiken sowie ein Zuschauer-Wert von 8,3 bei 145 Bewertungen.
Adam Arndt lobte auf Serienjunkies.de den kinetischen Animationsstil sowie die englischen Sprecher des Films. Obwohl die Handlung nicht wirklich innovativ sei, ließen die erzählerischen Elemente sie frisch erscheinen und sorgten dafür, dass der Film Spaß mache und kurzweilig unterhalte. Arndt bezeichnete dafür den Meme-Humor als zuweilen übertrieben, zudem könnten Anspielungen auf andere Filme wie Kill Bill – Volume 1 die Produktion schnell altern lassen, was aber beides verzeihlich sei. Stefan Stiletto vom Filmdienst nannte den Film hochgradig unterhaltsam und verspielt. Obwohl er immer abgedrehter und wilder werde, verliere er nie den Fokus auf die Mitchells. Deren Szenen verliehen der Produktion die Art von Herz, die auch Pixar-Filme überdurchschnittlich gut werden lasse. Dem Film gelinge stets der Wechsel zwischen Übertreibung, ausufernder Action und rührenden Familienkonflikten. Laut Sidney Schering von Filmstarts vereinten Rianda und Rowe kauzige Charaktere und einfallsreiche Situationskomik mit einer nuancierten Darstellung der zentralen Konflikte. Die Mitchells seien amüsant und sympathisch, zudem werde das digitale Zeitalter intelligent parodiert, ohne in eine „Früher war alles besser“-Moral zu verfallen. Durch die Animation bilde sich Sony zudem eine eigene Nische, indem die chaotische Ästhetik der Hauptfiguren der geradlinigen Visualität der Roboter gegenübergestellt werde.
Maya Phillips beschrieb die Produktion in der The New York Times als urkomisch. Durch die liebenswert verrückten Figuren, flotte Action und kunstvolle Animation erhalte der Film eine wohlgeformte Identität. David Rooney war im The Hollywood Reporter der Ansicht, dass der Film trotz einiger lustiger Momente etwas unausgeglichen sei, ihm fehle es zudem an markanten Handlungssträngen. Letztendlich wirke Die Mitchells gegen die Maschinen wie aus Elementen unzähliger anderer Familien-Filmen konstruiert, sei für jüngere Zuschauer aber dennoch unterhaltsam. David Ehrlich bezeichnete den Film auf Indiewire als kreativ, flott und voll von witzigen Szenen. Ehrlich äußerte sich auch positiv über die selbstironischen Anspielungen auf andere Produktionen sowie die Umdrehung von typischen Klischees moderner Animationsfilme. Der letzte Akt sei dafür etwas zu lang, zudem gerieten einige Handlungsstränge zu kurz, der Film sei aber trotzdem angenehm und bilde perfekt Familiendynamiken ab.
Der Film fand zudem in der Öffentlichkeit Lob, da er mit Katie eine LGBT-Hauptfigur hat. Dabei wird mehrmals eine enge Verbindung zwischen ihr und ihrer Freundin Jade angedeutet, die beiden leben am Ende des Films in einer Beziehung, zudem trägt Katie den ganzen Film über einen Anstecker in Regenbogenfarben. Rianda und Rowe entschieden sich bereits beim Schreiben des Drehbuchs dafür, Katie offen queer sein zu lassen, und berieten sich zu diesem Zweck mit LGBT-Mitgliedern des Produktionsteams. Nach eigener Aussage wollten sie Katies Sexualität nicht zum Konfliktpunkt machen, da diese auch im realen Leben etwas Normales sei. Darüber äußerten sich neben den Sprecherinnen Abbi Jacobson und Maya Rudolph, von denen erstere selbst queer ist, auch die Aktivistin Michelle Yang bei NBC News positiv. Die Mitchells gegen die Maschinen behandle die sexuelle Orientierung der Protagonistin nüchtern, aber behutsam, wie es bei derartigen Figuren in Kinderfilmen immer gemacht werden sollte.

## Auszeichnungen und Nominierungen (Auswahl)
AFAC Awards 2021
- Auszeichnung in der Kategorie Bester animierter Spielfilm
- Auszeichnung in der Kategorie Beste Synchronisation in einer animierten Produktion, für Abbi Jacobson
- Nominierung in der Kategorie Beste Synchronisation in einer animierten Produktion, für Danny McBride

CFCA Award 2021
- Nominierung in der Kategorie Bester Animationsfilm

DFCS Award 2021
- Auszeichnung in der Kategorie Bester animierter Spielfilm

IFJA Award 2021
- Auszeichnung in der Kategorie Beste Synchronisation oder Motion-Capture-Darstellung, für Olivia Colman

NYFCC Award 2021
- Auszeichnung in der Kategorie Bester Animationsfilm

OFCC Award 2021
- Auszeichnung in der Kategorie Bester animierter Spielfilm

OFCS Award 2021
- Auszeichnung in der Kategorie Bester animierter Spielfilm

People’s Choice Award 2021
- Nominierung in der Kategorie Familienfilm des Jahres 2021

Satellite Awards 2021
- Nominierung in der Kategorie Bester Animationsfilm oder Real-/Animationsfilm

Annie Awards 2022
- Auszeichnung in der Kategorie Bester animierter Spielfilm
- Auszeichnung in der Kategorie Beste Regie eines animierten Spielfilms, für Michael Rianda und Jeff Rowe
- Auszeichnung in der Kategorie Bestes Drehbuch eines animierten Spielfilms, für Michael Rianda und Jeff Rowe
- Auszeichnung in der Kategorie Beste Synchronisation in einem animierten Spielfilm, für Abbi Jacobson
- Auszeichnung in der Kategorie Beste Effekte eines animierten Spielfilms, für Christopher J. Logan, Man-Louk Chin, Devdatta Nerukar, Pawel Grochola und Filippo Maccari
- Auszeichnung in der Kategorie Bestes Figurendesign eines animierten Spielfilms, für Lindsey Olivares
- Auszeichnung in der Kategorie Bestes Szenenbild eines animierten Spielfilms, für Lindsey Olivares, Toby Wilson und David Bleich
- Auszeichnung in der Kategorie Bester Schnitt eines animierten Spielfilms, für Greg Levitan, Collin Wightman, T.J. Young, Tony Ferdinand und Bret Allen

Artios Award 2022
- Nominierung in der Kategorie Bestes Casting eines animierten Spielfilms, für Tamara Hunter

Black Reel Award 2022
- Nominierung in der Kategorie Beste Synchronisation, für Eric André
- Nominierung in der Kategorie Beste Synchronisation, für Maya Rudolph

British Academy Film Awards 2022
- Nominierung in der Kategorie Bester animierter Spielfilm

Critics’ Choice Movie Awards 2022
- Nominierung in der Kategorie Bester Animationsfilm

Eddie Awards 2022
- Nominierung in der Kategorie Bester Schnitt eines animierten Spielfilms

Excellence in Production Design Award 2022
- Nominierung in der Kategorie Animation, für Lindsey Olivares

GLAAD Media Award 2022
- Nominierung in der Kategorie Bester Film – Wide Release

Golden Reel Award 2022
- Nominierung in der Kategorie Bester Tonschnitt eines animierten Spielfilms, für Geoffrey G. Rubay, James Morioka, John Pospisil, Kip Smedley, Andy Sisul, Alec Rubay, Dan Kenyon, Greg ten Bosch, Curt Schulkey, Gregg Barbanell, Rick Owens, Dominick Certo und Barbara McDermott

KCFCC Award 2022
- Auszeichnung in der Kategorie Bester Animationsfilm

Oscarverleihung 2022
- Nominierung in der Kategorie Bester animierter Spielfilm

PGA Award 2022
- Nominierung in der Kategorie Beste Produzenten eines animierten Spielfilms, für Phil Lord, Christopher Miller und Kurt Albrecht

TFCA Award 2022
- Nominierung in der Kategorie Bester animierter Spielfilm

VES Award 2022
- Nominierung in der Kategorie Beste Effekte eines animierten Spielfilms, für Alan Hawkins, Carey Smith, Mike Lasker und Nicole Lavender
- Nominierung in der Kategorie Beste Charakteranimation in einem animierten Spielfilm, für Lindsey Olivares, Kurt Judson, Soh-i Jeong und Rohini Kumar

## Synchronisation
Die Synchronisation des Films entstand bei der Iyuno Germany nach einem Dialogbuch und unter der Dialogregie von Elisabeth von Molo.
| Rolle            | Sprecher                              | Deutsche Sprecher                    |
| ---------------- | ------------------------------------- | ------------------------------------ |
| Katie Mitchell   | Abbi Jacobson Madeleine McGraw (jung) | Lea Kalbhenn Bonny von Lenski (jung) |
| Rick Mitchell    | Danny McBride                         | Matti Klemm                          |
| Linda Mitchell   | Maya Rudolph                          | Anna Grisebach                       |
| Aaron Mitchell   | Mike Rianda                           | Oskar Hansch                         |
| PAL              | Olivia Colman                         | Claudia Urbschat-Mingues             |
| Dr. Mark Bowman  | Eric André                            | Tobias Schmidt                       |
| Deborahbot 5000  | Fred Armisen                          | Rainer Fritzsche                     |
| Eric             | Beck Bennett                          | Tobias Müller                        |
| Hailey Posey     | Chrissy Teigen                        | Nadine Warmuth                       |
| Jim Posey        | John Legend                           | Sascha Krüger                        |
| Abbey Posey      | Charlyne Yi                           | Alma van Cauwelaert                  |
| Pal Max Prime    | Blake Griffin                         |                                      |
| Galaxxon 5000    | Conan O’Brien                         | Julien Haggège                       |
| Monchi           | Doug the Pug                          | Doug the Pug                         |
| Jade             | Sasheer Zamata                        | Franziska Endres                     |
| Hanna            | Elle Mills                            |                                      |
| Dirk             | Alex Hirsch                           | Nico Nothnagel                       |
| Noah             | Jay Pharoah                           |                                      |
| Dude Slurpee     | Jeff Rowe                             | Tobias Diakow                        |
| Sean             | Zeno Robinson                         |                                      |
| Bühnenarbeiterin | Grey DeLisle                          |                                      |
| Jill             | Alison Rich                           |                                      |